# Forêt de nuage
 (mars 2019).
Si vous disposez d'ouvrages ou d'articles de référence ou si vous connaissez des sites web de qualité traitant du thème abordé ici, merci de compléter l'article en donnant les références utiles à sa vérifiabilité et en les liant à la section « Notes et références ».

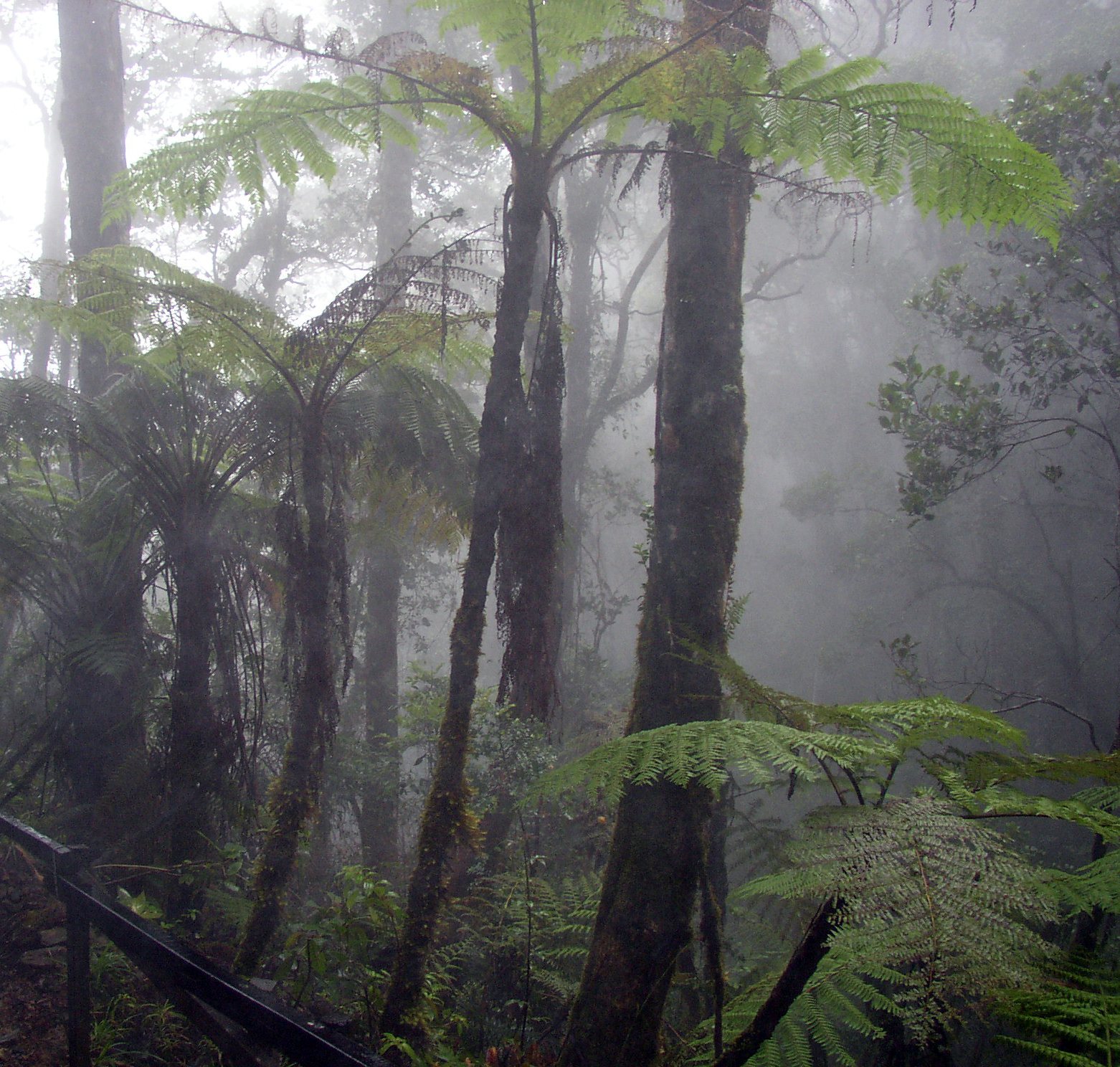
Fougères arborescentes, dans la « forêt de nuage » ou « forêt tropicale humide de montagne », sur le mont Kinabalu à Bornéo.

La forêt de nuage ou forêt de nuages (au pluriel : il ne s'agit pas d'un seul nuage permanent) est un type de forêt tropicale humide baignant le plus souvent dans la brume, qu'on trouve généralement en milieu tropical de montagne, entre 1 000 et 3 000 mètres d'altitude. Ces forêts sont également appelées forêts nébuleuses, forêts orophiles (« aimant la montagne »), Nebelwald (nom allemand) ou forêts brumeuses (expression historiquement employée). Le terme « forêt de nuage » au singulier est la traduction directe de l'anglais cloud forest. Les « forêts de nuage » existent aussi en zone tempérée, mais y sont plus rares et moins étendues.

## Caractéristiques

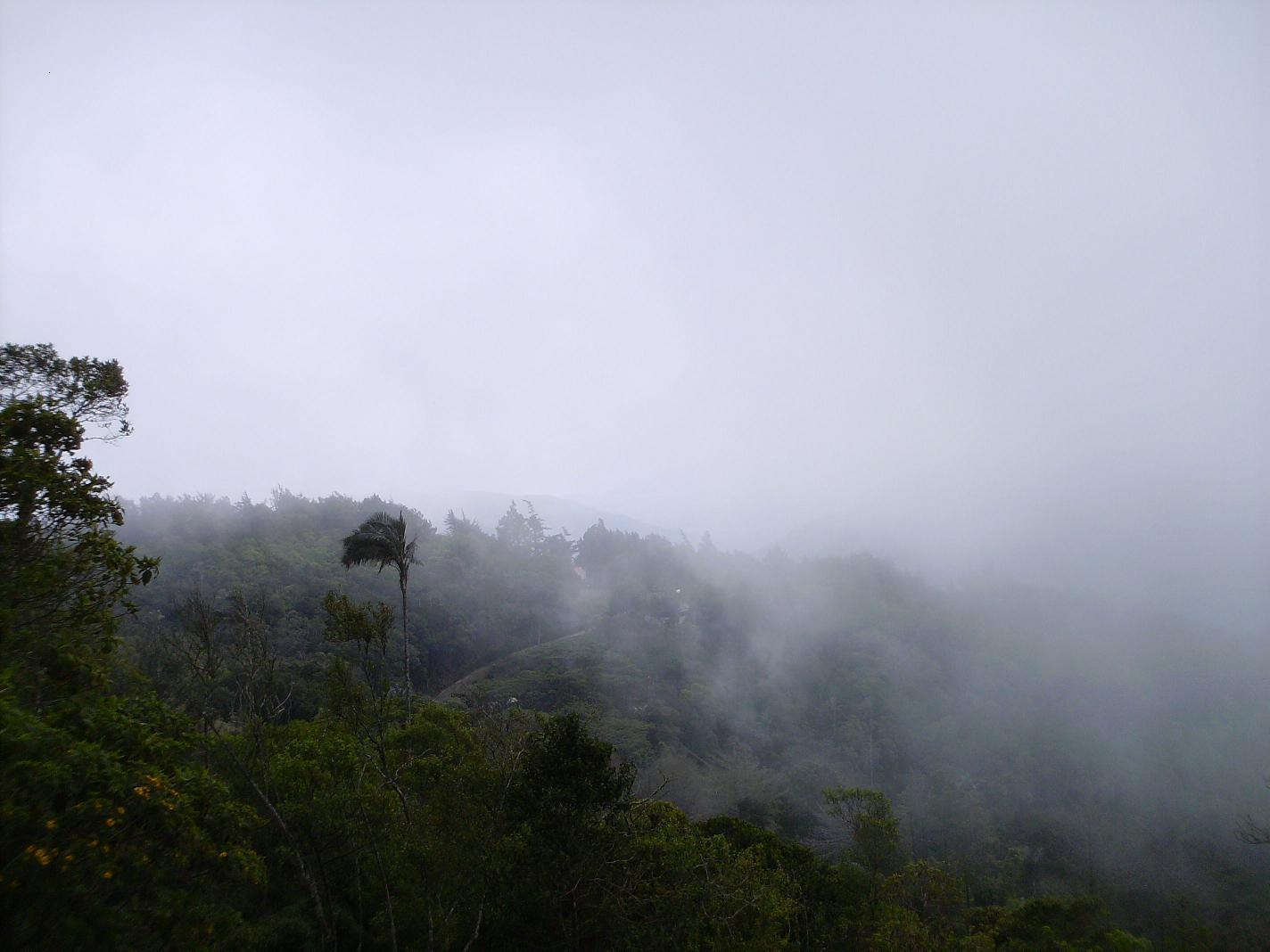
La forêt tropicale entourant la Colonia Tovar (Venezuela) est en forte régression au nord. La limite de hauteur (+2000 m) visible sur la photo marque encore la limite de l'actuelle zone résidentielle et le début d'une « forêt de nuage » moins perturbée.

La « forêt de nuage » se caractérise par :
- de fortes précipitations, largement supérieures à celle des forêts ombrophiles de plaine (de 2 000 à 8 000 mm annuels selon l'altitude) ;
- une température fortement tamponnée, c'est-à-dire avec peu de pics chauds ou froids, notamment en zone tropicale au niveau du sol ou dans les terriers (où la température est quasiment constante). La température varie néanmoins et de manière régulière selon l'altitude, en baissant de 0,6 °C pour 100 m de gain d'élévation, ce qui crée de multiples étages écopaysagers, chacun caractérisé par une biodiversité différente ;
- d'abondantes nappes de brouillards qui entraînent une saturation de l'air en eau, mais aussi une réduction de la luminosité directe et indirectement une baisse de l'évapotranspiration, favorisant le développement de mousses et d'épiphytes (orchidées, broméliacées, fougères, lichens…) de manière particulièrement exubérante ;
- une diffusion du son et des odeurs (fragrances de fleurs, hormones, marquages odorants de territoires…) caractéristique des milieux à humidité constante et élevée, qui permet aux animaux de communiquer sur de plus grandes distances. Ces écosystèmes sont souvent considérés comme parmi les plus riches du monde avec un taux d'endémisme généralement supérieurs aux forêts tropicales de plaines.

## Localisation

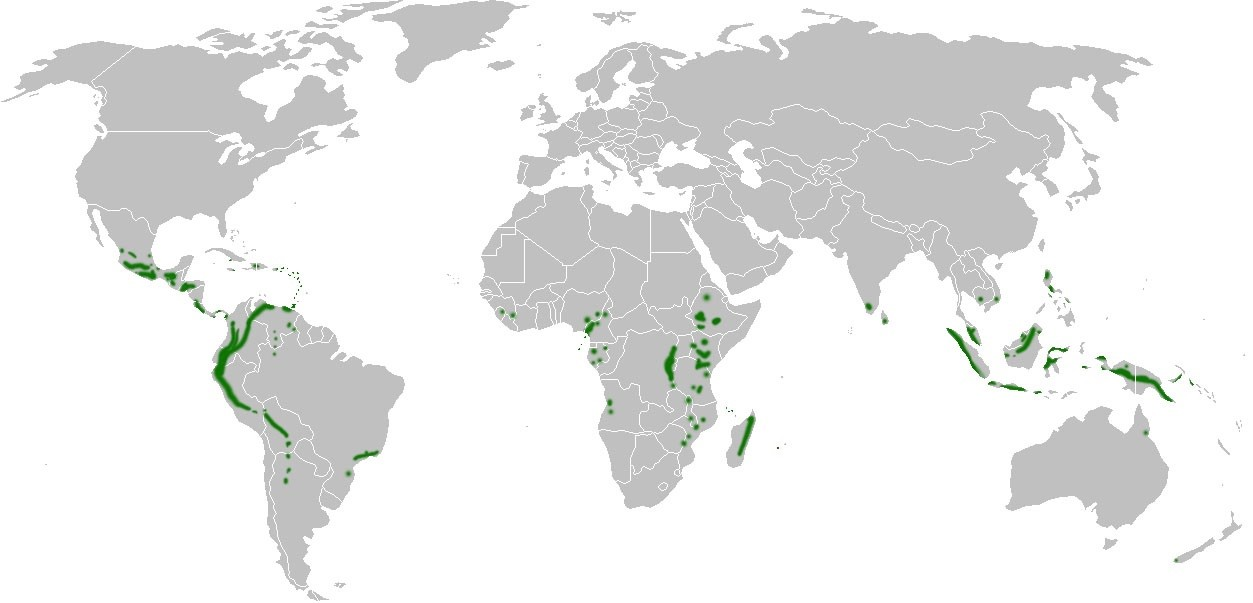
Répartition de la « forêt de nuage », en zone tropicale.

On trouve de la « forêt de nuage » quasiment dans tous les pays tropicaux dotés de montagnes dépassant les 1 000 m d'altitude, avec une forte humidité. Cependant, certains pays possèdent de grands ensembles de « forêts de nuage » :
- Amérique :
  - Centre du Mexique
  - Amérique centrale notamment Costa Rica et Panama
  - Andes orientales, du Venezuela à l'Argentine

- Afrique :
  - Cameroun
  - Ruwenzori (Ouganda)
  - Rift Albertin (Kenya, Congo-Kinshasa)
  - Madagascar
  - La Réunion
  - Forêts d'altitude guinéennes

- Asie :
  - Indonésie
  - Péninsule Malaise
  - Philippines

- Océanie :
  - Nouvelle-Calédonie
  - Nouvelle-Guinée
  - Hawaï
  - Polynésie française

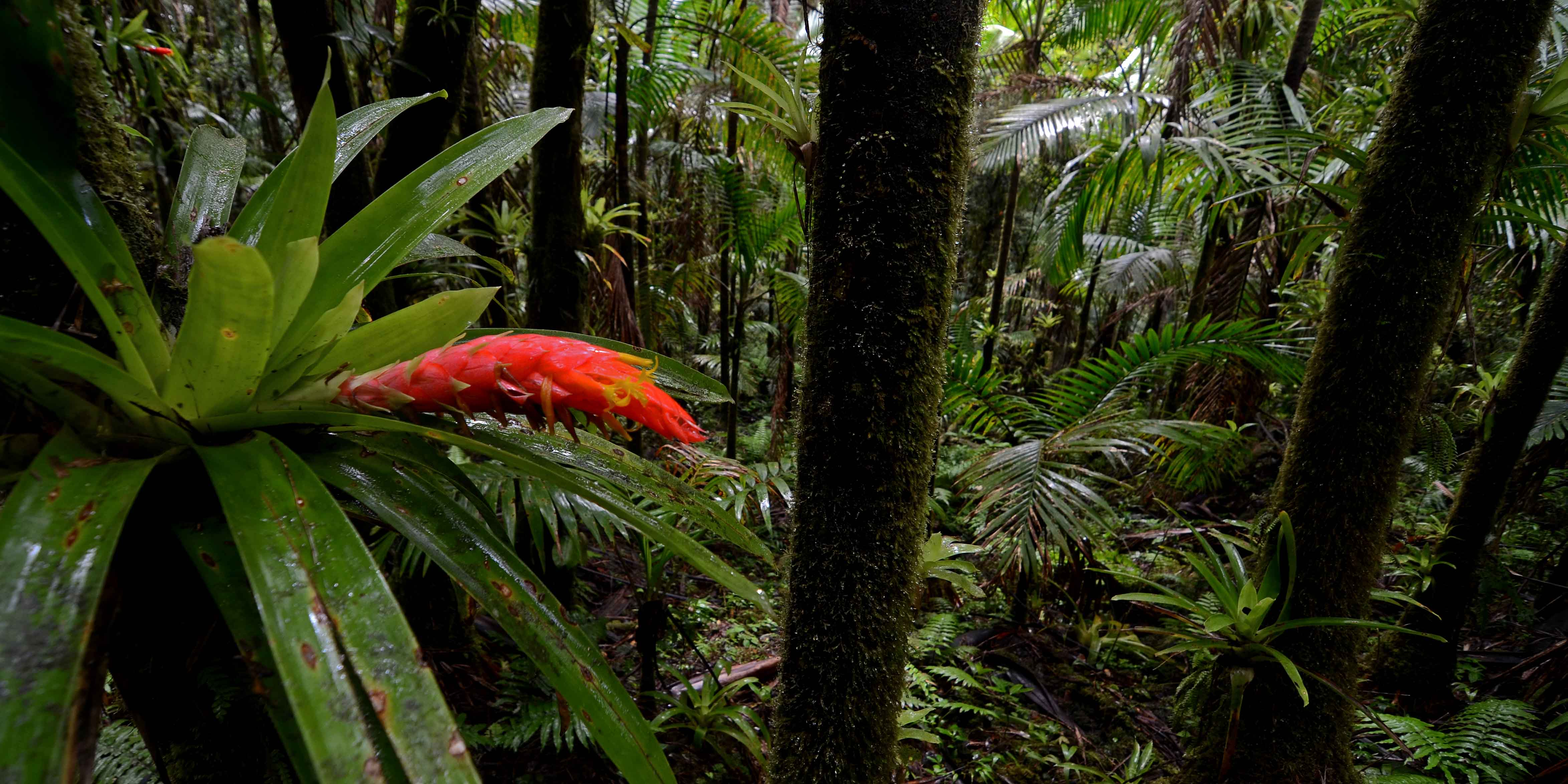
« Forêt de nuage » dans la réserve de El Yunque National Forest, Porto Rico. Végétation caractéristique de ce climat tel que des Bromeliaceae, au premier plan.

Il existe aussi, mais bien plus rarement, de la « forêt de nuage » en zone tempérée, même si certaines caractéristiques la différencient des zones intertropicales humides. En effet, même si l'aspect général est semblable, sa formation est bien différente : elle se situe presque toujours au niveau de la mer, où c'est l'humidité qui s'évapore en raison des courants marins froids qui s'étend des côtes vers l'intérieur des terres. Même si elle ne se situe pas toutes en zone montagneuse, elle est localisée sur des massifs escarpés et pentus qui bloquent les brumes de mer et permettent des pluies et un brouillard abondants. De plus, les températures varient du fait de la latitude et donc des saisons. Contrairement à la « forêt de nuage » tropicale qui ne connait quasiment aucune variation annuelle, la « forêt de nuage » tempérée est très rare car souvent exploitée ou répartie sur de minces bandes côtières.

## Menaces et conservation

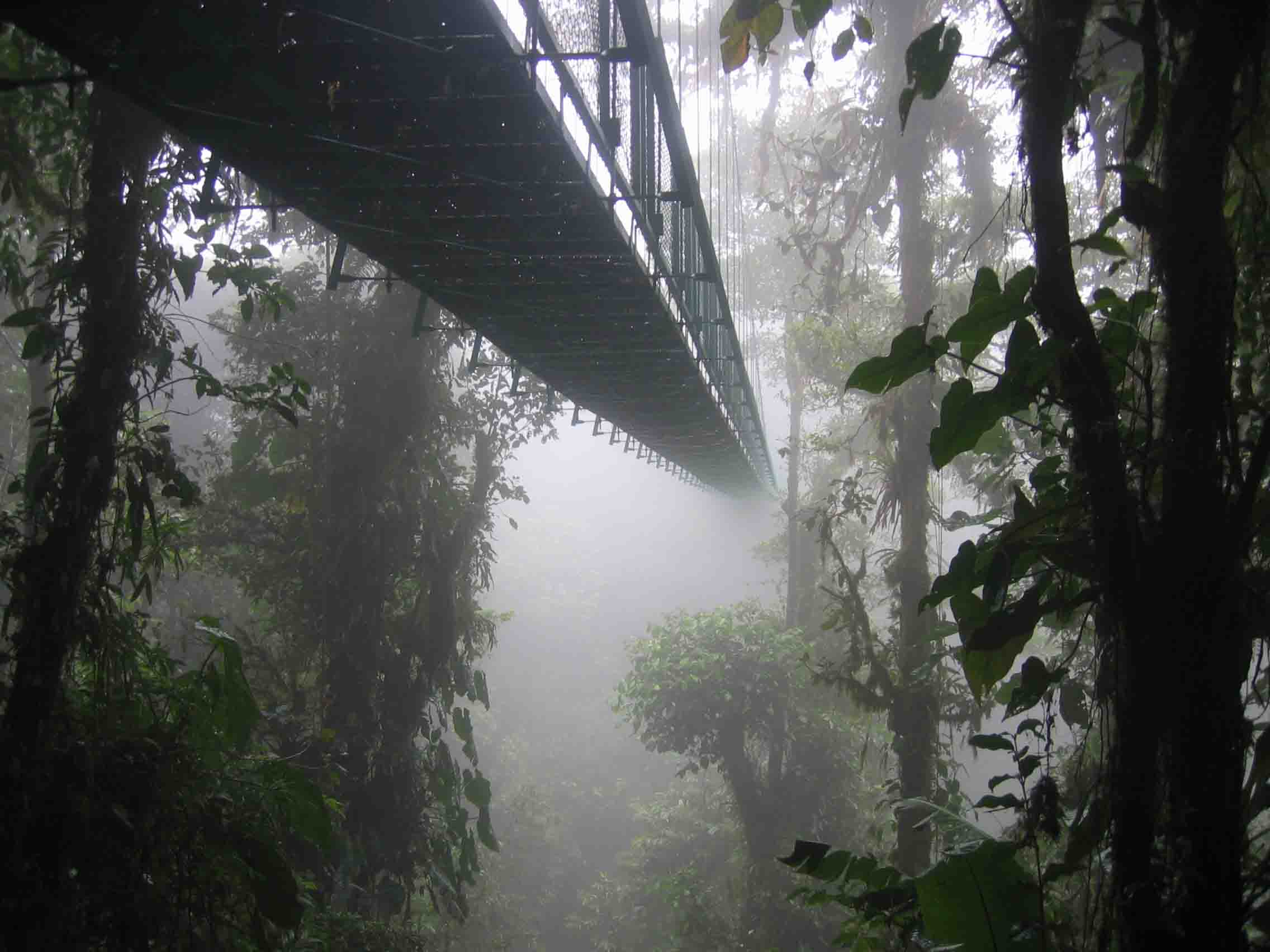
Les passerelles suspendues sont un moyen largement utilisé tant par les touristes que par les scientifiques pour observer les espèces de la canopée, comme ici Monteverde Cloud Forest Reserve, Costa Rica.

Ces écosystèmes, à peine connus, relativement rares à l'échelle de la planète, sont déjà menacés par : 
- l'humidité permanente est propice aux infections bactériennes ou fongiques et le système immunitaire des espèces vivant dans les brumes de ces forêts peut être plus facilement affecté par des microbes introduits, et par certains polluants que l'atmosphère véhicule à grande distance (pesticides, acides ou certains perturbateurs endocriniens en particulier). Un constat partagé est notamment que les amphibiens régressent rapidement sur toute la planète, y compris dans les forêts tropicales les plus reculées. L'atmosphère semble donc être dans ce cas un vecteur possible de polluants et pathogènes.
- En Amérique du Sud, des espèces autrefois courantes telles que le crapaud doré (Incilius periglenes) ou la plus grande vipère du monde[2] y ont respectivement disparu et presque disparu en quelques décennies, dans des zones pourtant très isolées. Les espèces animales qui vivent dans ces milieux respirent souvent beaucoup par la peau et certains polluants de l'air peuvent les affecter.
- Le dérèglement climatique pourrait également les affecter, de même que le trou de la couche d'ozone de l'hémisphère sud, responsable d'une augmentation des taux d'UV en Amérique de sud, qui peut affecter les peaux et cuticules des espèces qui y sont exposées, mais qui peuvent aussi augmenter la production de photo-oxydants, tels que l'ozone troposphérique à partir de précurseurs émis par les arbres et leur flore épiphyte.

Certaines parties de la « forêt de nuage » sont protégées par des réserves naturelles aménagées pour un tourisme scientifique, à destination de parataxonomistes, de naturalistes amateurs ou d'« amateurs éclairés ».

## Galerie d'images

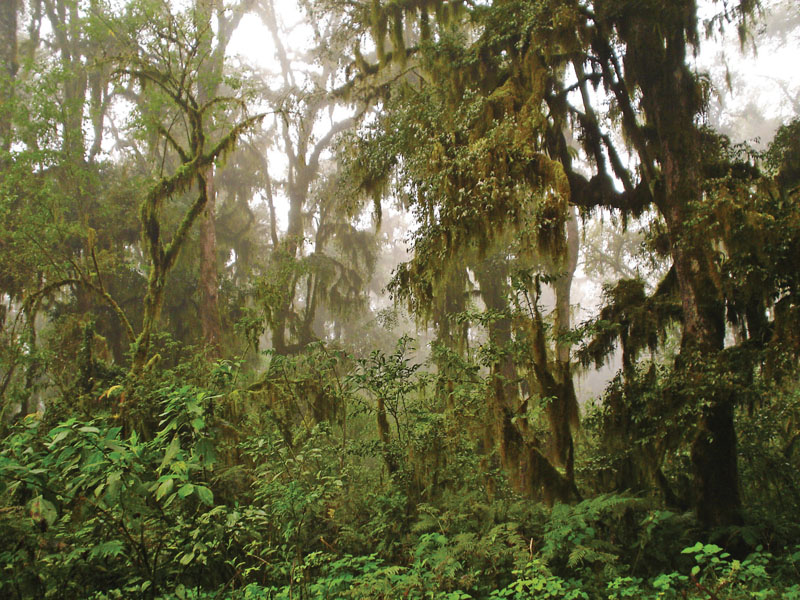
Les Yungas sont un type de « forêt de brouillard » que l'on trouve au Pérou, en Bolivie et comme ici en Argentine (Province de Salta).
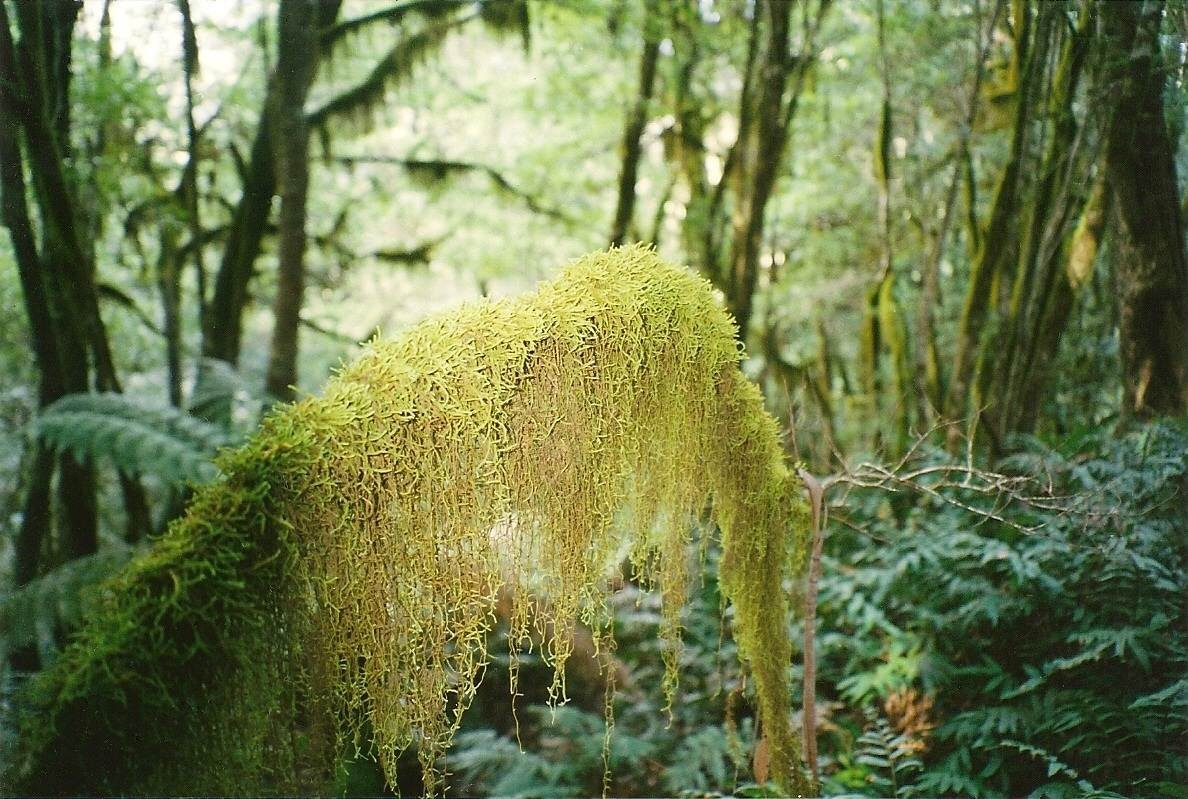
Les Mousses s'épanouissent dans la « forêt de nuage » (ici dans le Parc national Budawang, en Australie).
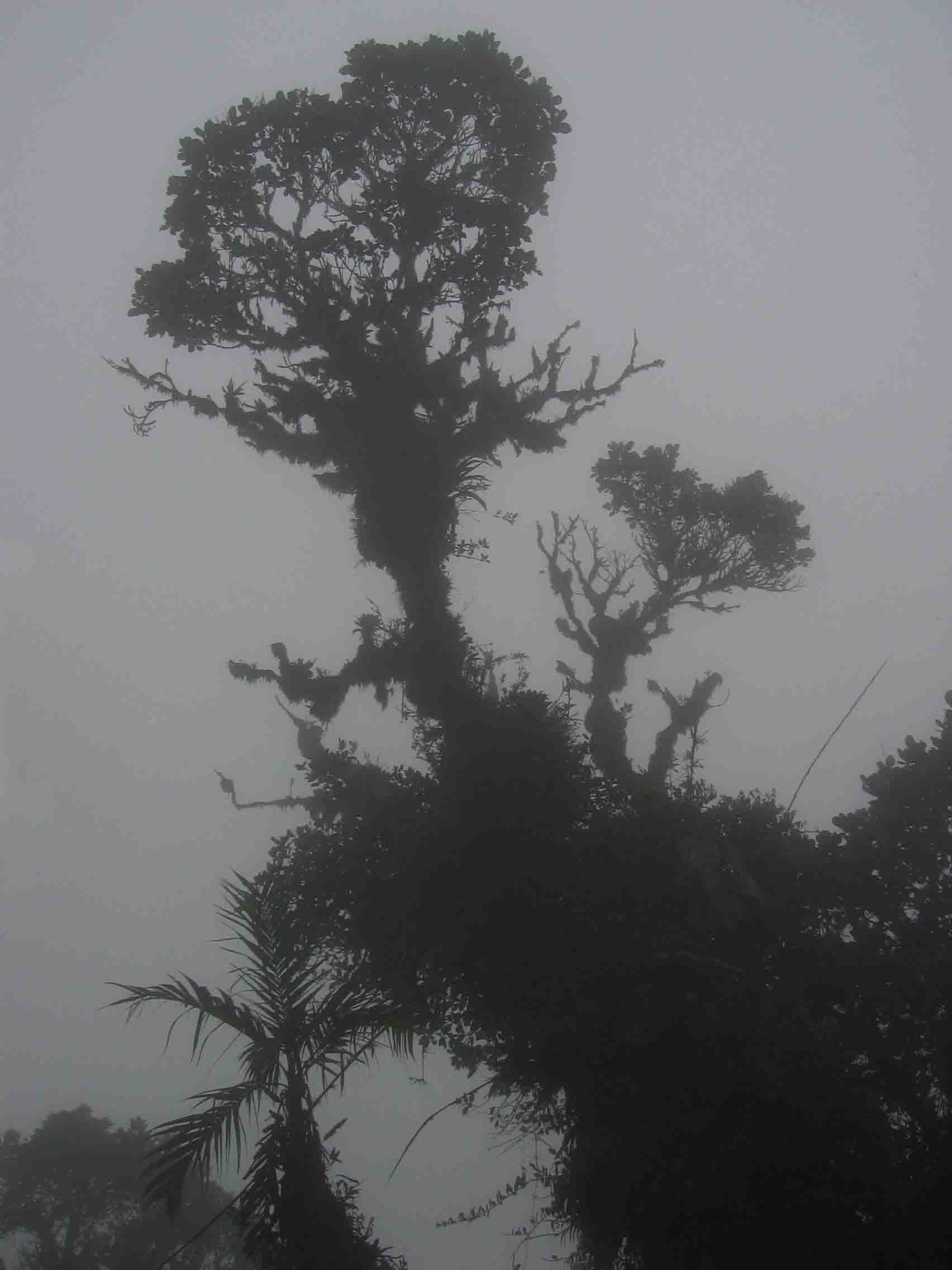
Une brume dense sature l'air dans le Parc international La Amistad (Panama).
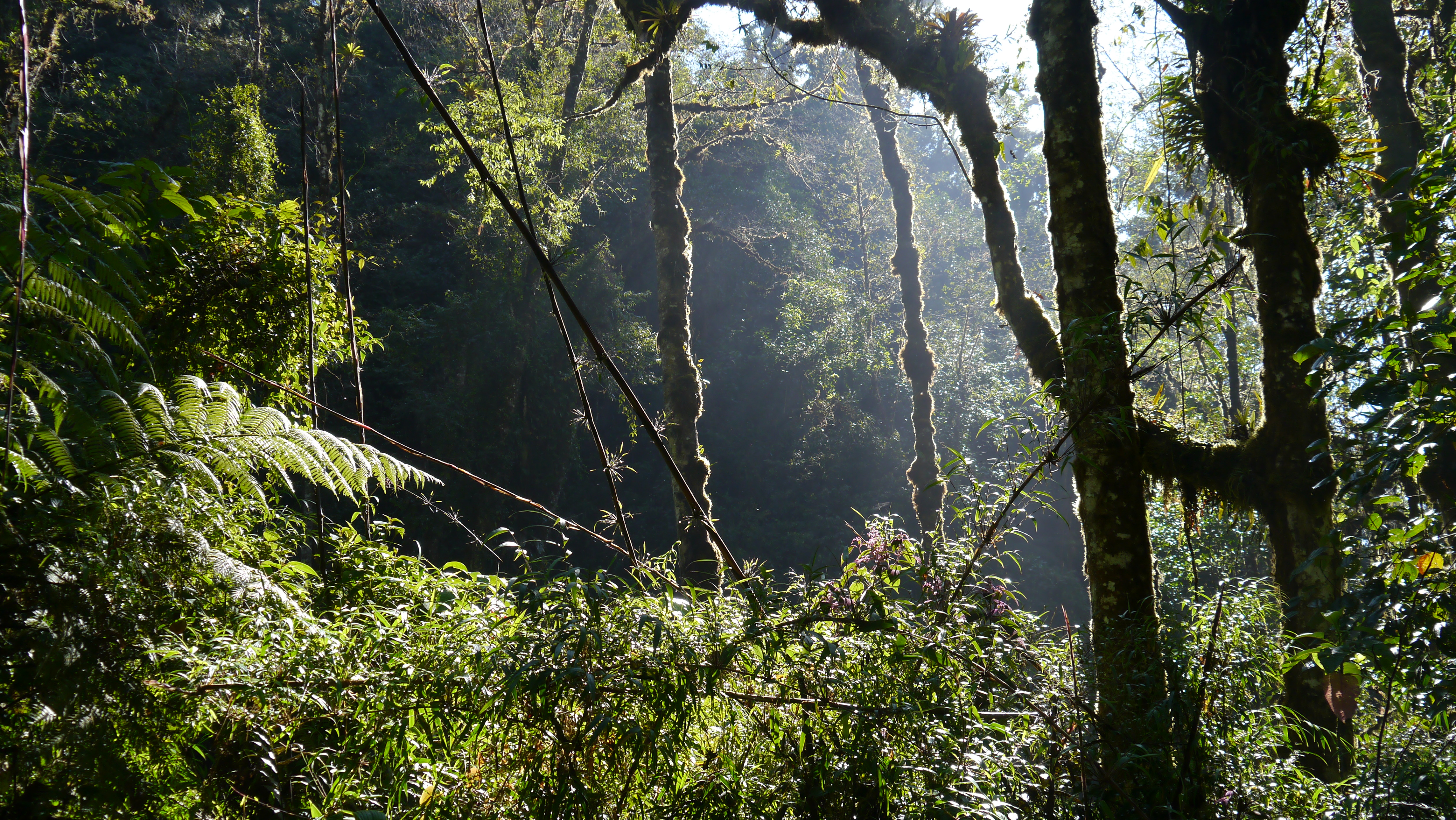
Parc national du Volcan Barú, Panama.
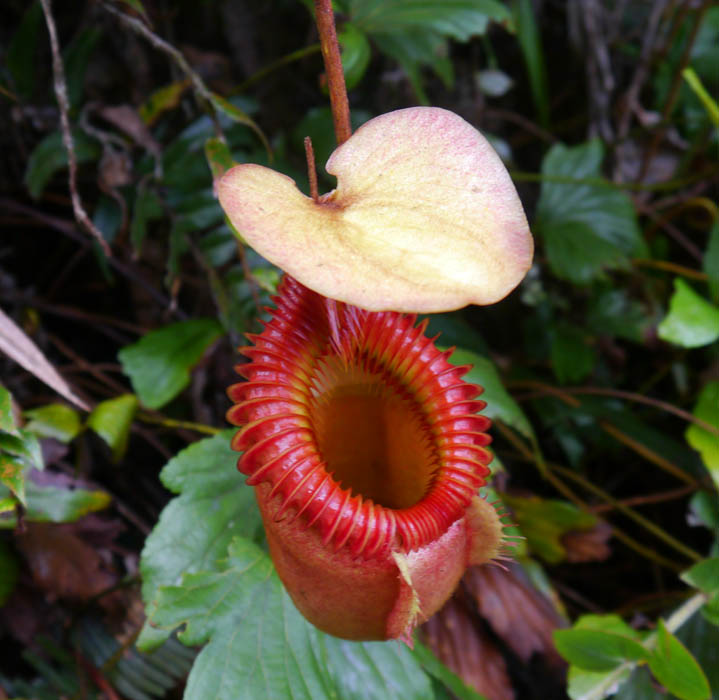
Les Nepenthes constituent une des plantes les plus emblématiques de la « forêt de nuage » d'Asie-Pacifique.
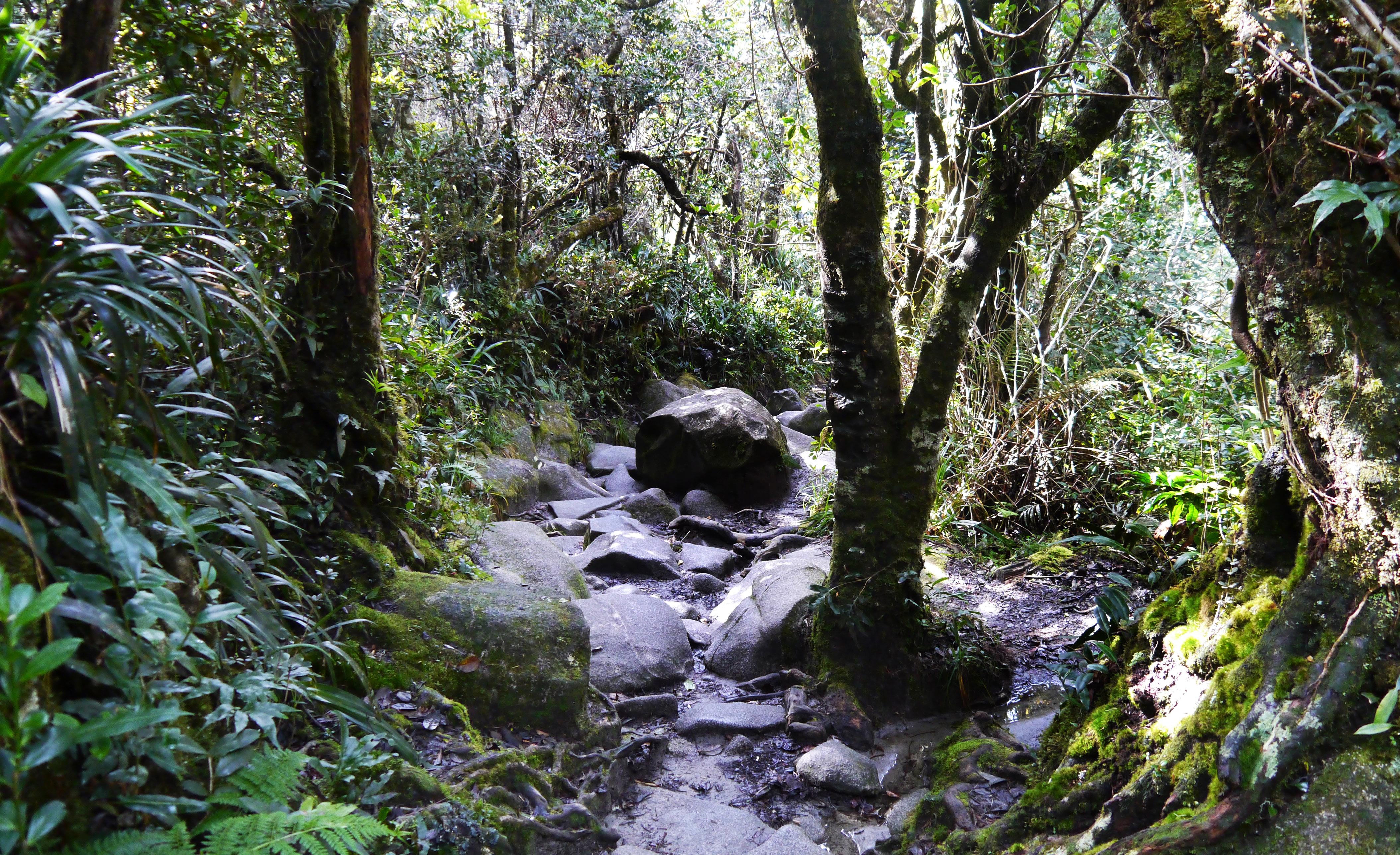
Sous-bois, Mont Kinabalu, Malaisie.
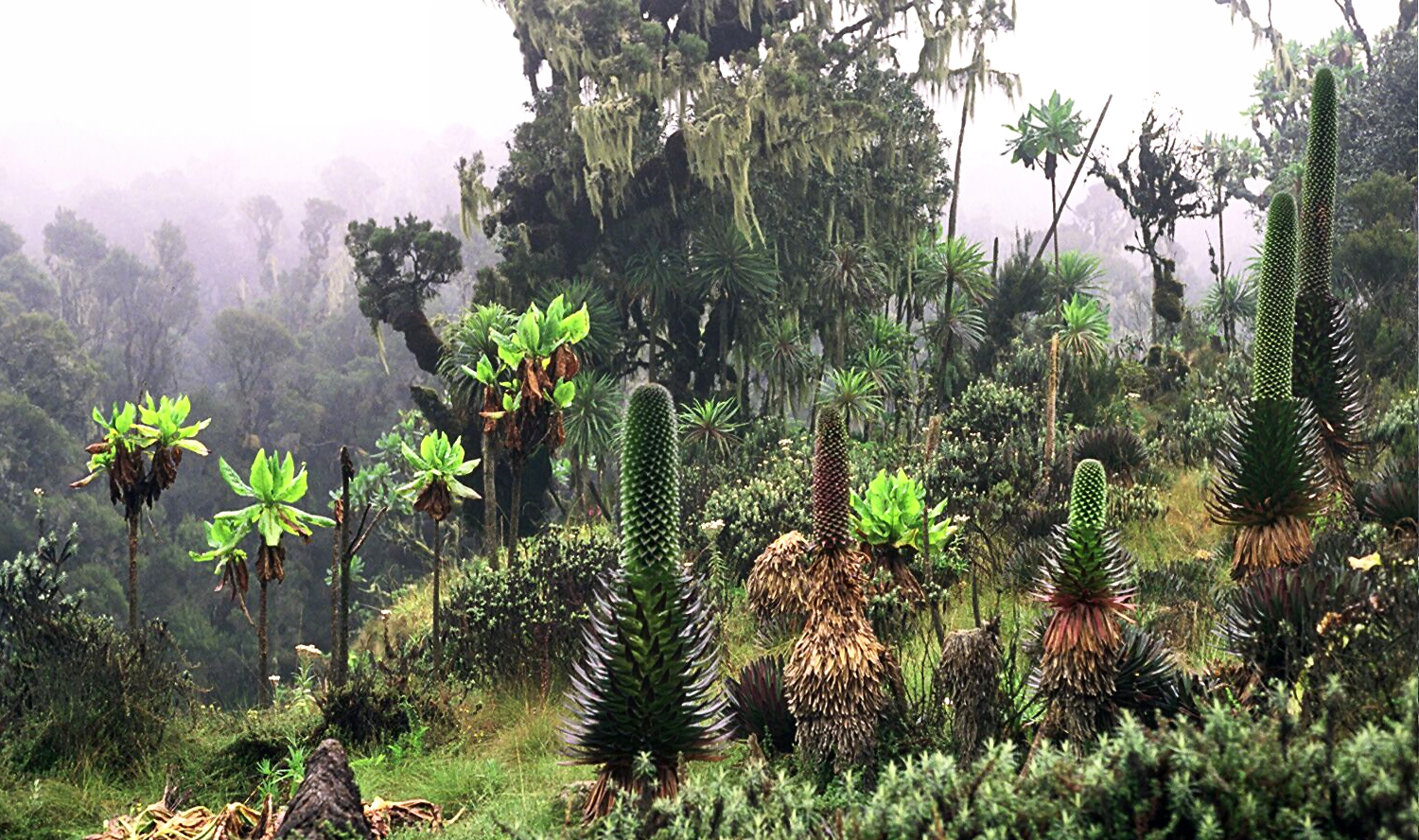
La « forêt de nuage » à très haute altitude se transforme peu à peu en prairies subalpines, comme ici à 3 700 m d'altitude, dans le massif du Rwenzori, en Ouganda.